# Cyber Monday
Cyber monday er et marketingsbegreb for mandagen efter Black Friday. Dagen er startet som online butikkers modsvar til Black Friday. Modsat Black Friday som oprindeligt startede som en handelsdag i fysiske butikker, er alle Cyber Monday for onlinebutikker. 
Udtrykket blev opfundet i 2005  af Ellen Davis siden trenden startede omkring 2002-2003.